# Марко Даковић
Марко Даковић (Грахово, 20. фебруар 1880 — Атина, 16. април 1941) био је српски политичар из Црне Горе, адвокат, народни посланик и министар у Краљевини Југославији. Био је вођа покрета за уједињење са Краљевином Србијом и једна од најистакнутијих личности у политичком животу Црне Горе у првој половини 20. века.

## Биографија
Марко Даковић је рођен 20. фебруара 1880. године на Грахову, у никшићком срезу, у Црној Гори. Даковићи представљају огранак Вујачића. Основну школу завршио је у родном месту, а гимназију и Правни факултет у Београду.
Марко Даковић је незванично прозван вођом Младе Црне Горе. Један је од оснивача удружења црногорских студената на Универзитету у Београду. Био је први председник Клуба црногорске универзитетске омладине које је критички било настројено према режиму краља Николе. Поменуто удружење је издало прокламацију под називом Ријеч црногорске универзитетске омладине којом је изнет став поводом усвајања првог црногорског устава. Године 1906. црногорски студенти си издали и другу прокламацију која је разочарала књаза и владу. Резултат тога је био подизање оптужнице против студената, међу којима је био и Марко. Оптужница их је теретила да су својом прокламацијом увредили двор. На суду су се од студената истакли Петар Ражнатовић, Радоје Чобељић и Марко Даковић који је говорио четири уре. Вијеће Обласног суда на Цетињу којим је председавао судија Митар Вукчевић и чланови судског већа: судије Јанко Дрљевић и Душан Филиповић, одлучило је да студенте ослободи оптужбе.
Као вођа омладине, Марко Даковић је био осуђен у бомбашкој афери 1907—1908, смрт у одсуству, али је општом амнестијом 1913. године помилован од краља Николе.
За време Првог свјетског рата, Марко је интерниран у логор Карлштајн где је остао до слома Аустроугарске. На изборима за Велику народну скупштину српског народа у Црној Гори 1918. године изабран за посланика, а био је и члан Извршног одбора скупштине. Марко Даковић био је и народни представник у Привремено народно представништво 1919, и Конституанту 1921. године. У Краљевини СХС није био члан ниједне политичке странке, а 1923. године образовао је Групу независних посланика. Поред политике, Даковић се бавио и адвокатуром у Подгорици.
После мартовског пуча, ушао је у владу генерала Симовића као министар без портфеља. После априлског слома, при путу у емиграцију авион у коме се налазио Даковић је срушен изнад Атине, а он је том приликом погинуо.